# Rainbow Gathering

Приглашение на Первую белорусскую радугу (Rainbow Gathering) в 2010 году

Первая белорусская радуга (Rainbow Gathering) в 2010 году

Радуга (Встреча племён радуги; англ. Rainbow Gathering) — традиционное ежегодное собрание людей, поддерживающих идеалы мира, любви, гармонии, свободы и сотрудничества. Радуга существует как сознательно выраженная альтернатива господствующей массовой культуре, потребительству, капитализму и господству средств массовой информации. Встречи племён радуги и «Семья радуги» являются выражением утопического импульса, соединённого с культурой хиппи, с корнями, восходящими к контркультуре 1960-х годов. Господствующее общество рассматривается как «Вавилон», демонстрируя широко распространённую точку зрения участников радуги, состоящую в том, что современный образ жизни и системы управления являются нездоровыми и негармоничными относительно естественных систем планеты Земля.

Утопия — воображаемое общество, в котором самые глубокие желания человечества, самые благородные его мечты и самые высокие стремления воплощаются; где все физические, социальные и духовные силы сотрудничают, в гармонии, чтобы добиться достижения всего, что люди считают необходимым и желаемым. В воображаемой утопии люди работают и живут вместе близко и в сотрудничестве, в общественном строе, который самосоздан и самовыбран, а не навязан извне, который работает согласно более высокому закону естественных и духовных законов.
Семья радуги — утопический эксперимент в классическом смысле: она постоянно исследует новые способы усовершенствовать несовершенную действительность. Истинная утопия, совершенное общество, однако, существует только как предполагаемое государство, романтичное видение. Слово утопия пришло из греческого языка. Непосредственное его значение: место, которого нет. В действительности, утопия «является не идеальным местом, а стремлением создать его; она ориентирована более на будущее, чем на прошлое или настоящее, и её ценность не в том, чего она достигла, а в том, чего она желает попробовать достичь» (Эджертон 1977/87). Истинная утопия, учитывая ограниченный текущий уровень человеческого развития, остаётся неуловимой. Радуги, однако, не предадут свою мечту, видя себя как катализатор для эволюционных изменений.

## История

Изображение на камне, связанное с «пророчествами индейцев хопи»

Собрания племен радуги (полное название: «Rainbow gathering of Living Light», «Gathering of the Tribes») зародились в США в начале 1970-х годов. Rainbow Gathering представляет собой движение экуменической направленности (ответвление Нью-Эйдж), использующее «индейские» традиции и ритуалы..
В основе движения радуги 1970-х годов лежат так называемые «пророчества индейцев хопи», одно из которых звучит так:

Придёт время, когда Земля будет становиться всё более больной, и тогда племя соберётся из людей всех культур Земли; из людей, которые верят в поступки, а не в слова. Они будут вместе трудиться, чтобы излечить её… и их будут знать как «Воинов Радуги»
Оригинальный текст (англ.)There will come a time when the Earth grows sick and when it does a tribe will gather from all the cultures of the World who believe in deed and not words. They will work to heal it…they will be known as the «Warriors of the Rainbow»

Аллюзией на эти пророчества, в частности, является название «Rainbow Warrior» корабля Greenpeace. На самом деле концепция «Воинов радуги», якобы следующая из «пророчеств индейцев», появилась впервые в 1962 году в книге В. Виллои и В. Брауна, представляющей собой журналистскую мистификацию с произвольно интерпретируемыми фрагментами пророчеств и фольклора различных индейских племен и других народностей. Движение «Воинов радуги», зародившись по мотивам этой брошюры, быстро набрало обороты и за короткое время приобрело десятки тысяч сторонников, в основном из среды хиппи. История вымышленных пророчеств хопи, а также генезис и структура движения «Воинов радуги» как субкультуры подробно рассмотрена в труде М. Нимана.
Первая Встреча племён радуги прошла в США в июле 1972 года. С начала 1980-х годов это движение распространилось по миру и впитало в себя традиции различных этнических групп. Множество региональных и национальных радуг проводятся в течение года как в Соединенных Штатах, так и всюду по остальным частям света. Первая общеевропейская радуга состоялась в 1983 году. С тех пор они проводятся ежегодно в середине лета, в разных странах. В течение остального года проводятся менее значительные собрания в рамках отдельной страны или региона. Первая встреча племён радуги в России состоялась в 1993 году в Ленинградской области. Традиционная продолжительность таких встреч — от двух недель до месяца.

## Традиции радуги
Радуга не имеет никакой организационной структуры, эти ежегодные встречи являются одновременной личной инициативой большого количества людей. Информация о таких собраниях передается при личном общении и через распространение информационных листовок, а с начала 1990-х годов — также через Интернет. Традиционно радуга происходит на значительном расстоянии от ближайшего населенного пункта. Эти собрания являются некоммерческими, не преследуют никаких политических целей и не используются для пропаганды каких-либо религиозных воззрений. Присутствовать на встрече племён радуги может любой человек.

Семья радуги — растущее и развивающееся современное движение, а совсем не анахронизм, как его пытается представить в прессе… Нет никакой центральной организации, которая может низвергнуться или разрушиться. Это — движение, а не организация. Его сила лежит в людях, которые составляют Встречи Племён Радуги. Семья привлекает ядро молодых участников, которые осознают Радужное видение как альтернативу пессимизму, апатии, циничным обещаниям демагогических политиков, или сектантской разделённости революционных политиков… Встречи Племён показывают человеческое единство и возможность сотрудничества.

Традиции представляют собой признаваемые большинством участников нормы поведения. Их можно условно разделить на обычаи, не обязательные для следования (как, например, приветствие новоприбывших криками «Добро пожаловать домой!»), и на традиции, определяющие Радугу, среди них: ненасилие, отсутствие сложных электрических приборов и технических средств, традиционно не употребляются алкогольные напитки, не используются химикаты, которые могут нанести вред окружающей среде. Два раза в день проходит общий сход у центрального костра с музыкой, барабанами и т. п., во время которого раздается еда, приготовленная добровольцами на общей кухне, делаются объявления о семинарах и мастер-классах, собираются деньги для закупки продуктов.
Обсуждения зачастую проходят в форме «кругов обсуждений» (англ. talking circle), заимствованных из индейской культуры. Между участниками обсуждения по кругу передаётся «жезл оратора» (англ. talking stick; как правило, представляет собой украшенную деревянную палку) — говорит только держатель жезла, остальные его слушают и ждут своей очереди (но говорящий может по желанию дать другим сделать дополнение или задать вопрос). Жезл передаётся по кругу до тех пор, пока ещё есть желающие высказаться.
Традиции передаются из уст в уста и доносятся до новоприбывших, позволяя им легче влиться в коллектив. Однажды же оказавшись на Радуге, человек узнаёт много новых способов созидания, и в то же время перестаёт нуждаться в указаниях.

Я наколю дров, ты сходишь за водой. Я порежу морковь, ты помешаешь кашу. Я пойду копать яму для туалетов, ты натянешь тент для общей кухни. Я положу денежку в Волшебную Шляпу, и ты положишь денежку в Волшебную Шляпу. Я проведу семинар по йоге, ты расскажешь о том, как делать массаж. Я устрою детский праздник, ты организуешь шахматный турнир. Я построю лабиринт, ты сделаешь кукольный театр. Я привезу с собой ноты, ты краски. Я увезу мусор, ты — общие котлы. Мы не являемся организацией, у нас нет лидеров — только добрая воля каждого.

## Принятие решений
Важные решения, например место и даты следующей встречи, принимаются на Советах ви́дений (англ. vision council), в которых может участвовать каждый. Советы проводятся в форме кругов обсуждения, а решения на них принимаются только общим согласием.

## Исследование движения
Наиболее фундаментальным исследованием данного движения является следующая книга Майкла Нимана «Люди радуги: утопия кочевников», изданная в университете Теннесси в 1997 году (2-е изд., 2011). На протяжении многих лет он исследовал это социальное явление как извне, так и изнутри, и результатом этого труда явилась данная книга.